# Mittal Steel
Mittal Steel — в минулому найбільша металургійна група у світі. Була зареєстрована в Роттердамі (Нідерланди), штаб-квартира знаходилась в Лондоні. Як Mittal Steel Company, N.V. була створена в 2005 році після злиття Ispat International N.V. (яка раніше поглинула компанію LNM Holdings N.V.) і International Steel Group Inc. У 2006 році відбулось злиття з компанією Arcelor, внаслідок чого утворилась компанія ArcelorMittal — найбільша металургійна компанія світу на сьогодні.